# Escudero

Karta över King George Island,. Julio Escudero är markerad nära sydvästra spetsen av ön.

Escuderobasen (Spanska: Base Profesor Julio Escudero) är en chilensk forskningsstation på King George Island (Sydshetlandsöarna) i Antarktis. Den ligger på Fildes-halvön, bara en kilometer från Chiles antarktiska huvudstation Eduardo Frei, men räknas som en egen station. Den är en forskningsstation – innan den öppnades 1995 hade Chile inga egentliga forskningsresurser på ön. 
Stationen hyser tre till fem personer under vintern, cirka tjugo på sommaren.